# Лудвиг IV (Хесен-Марбург)
Лудвиг IV (на немски: Ludwig IV. von Hessen-Marburg, der Ältere, Testator, * 27 май 1537 в Касел, † 9 октомври 1604 в Марбург) от Дом Хесен, наричан Стари или Тестатор, е единственият ландграф на Хесен-Марбург от 1537 до 1604 г.
Той е вторият син на Филип I фон Хесен (1504 – 1567) и първата му съпруга Кристина Саксонска (1505 – 1549), дъщеря на херцог Георг Брадати от Саксония.
Лудвиг се образова в двора на херцог Христоф фон Вюртемберг.
Лудвиг IV се жени на 10 май 1563 г. в Щутгарт за Хедвиг фон Вюртемберг (1547 – 1590), дъщеря на херцог Христоф фон Вюртемберг. На 4 юли 1591 г. в Марбург той се жени втори път за графиня Мария фон Мансфелд-Хинтерорт (1567 – 1625/1635), дъщеря на граф (Ханс) Йохан фон Мансфелд-Хинтерорт (1526 – 1567) и на Маргарета фон Брауншвайг-Люнебург-Целе (1534 – 1596). Двата му брака са бездетни.
След смъртта на баща му през 1567 г. ландграфството Хесен се разделя според неговото завещание между четиримата му сина от първия му брак.  Лудвиг получава Хесен-Марбург, една чтвърт от ландграфство Хесен.
Лудвиг купува територии и реорганизира училищата и университета в Марбург. През 1583 г. той наследява територии от умрелия му по-малък брат Филип (1541 – 1583) от Хесен-Рейнфелс.
През 1597 г. Лудвиг пише завещанието си и определя за свои наследници племенниците си Мориц от Хесен-Касел (син на брат му Вилхелм) и Лудвиг от Хесен-Дармщат (син на брат му Георг).
Лудвиг умира през 1604 г. и е погребан в лутеранската църква Св. Мария в Марбург.